# Marcha Morán
La Marcha Morán o Marcha a Morán es una marcha fúnebre peruana que la tradición asegura que se compuso en Arequipa en homenaje al general Trinidad Morán, fusilado en 1854.
Trinidad Morán fue un militar venezolano que llegó al Perú con el Ejército Libertador de Bolívar y luchó en los campos de Junín y Ayacucho. Se naturalizó peruano y se afincó en Arequipa. Siguiendo su conducta invariable de respecto a la Constitución y las leyes, defendió al gobierno de José Rufino Echenique contra la revolución liberal de 1854, que en Arequipa encabezaba el civil Domingo Elías. Morán fue derrotado y apresado, y pese al pedido de clemencia de sus familiares, amigos y pobladores, fue condenado a muerte por fusilamiento.
Refiere la tradición arequipeña que un grupo de pobladores, tratando de sensibilizar a Domingo Elías, sacaron a la Virgen de los Dolores de la Iglesia de Santo Domingo, en procesión improvisada. Formaba parte de ese grupo la familia Manrique Lara, propietaria de la imagen. Pero la sentencia se cumplió sumariamente en la Plaza de Armas de Arequipa, el 1 de diciembre de 1854. Cuentan también que cuando Morán era llevado hacia el patíbulo por la avenida que hoy lleva su nombre, un numeroso grupo de pobladores le acompañó y se improviso una marcha fúnebre, que desde entonces fue conocida como la Marcha Morán.

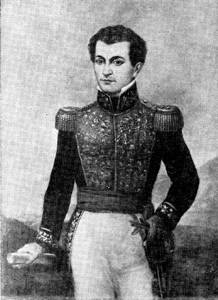
Trinidad Morán, prócer de la independencia hispanoamericana, vencedor en Junín y Ayacucho.

Sobre esta marcha, el historiador Jorge Basadre ha escrito:

La marcha Morán evoca a este guerrero, leal y caballeroso, con una tristeza que resume todas las tristezas de la historia republicana en el Perú.

Lo que se sabe con certeza es que desde los años 1870 esta melodía acompaña el trayecto del anda de la Virgen de los Dolores, una de las imágenes católicas más veneradas de Arequipa, cuya procesión se realiza todos los Viernes Santo de la Semana Santa, desde la iglesia de Santo Domingo.
Ya bien entrado el siglo XX fue oficializada como la marcha fúnebre tocada por las bandas del Ejército durante los funerales de los militares caídos y en el tránsito hacia el cementerio.